# Rune Glifberg
Rune Glifberg, né le 7 octobre 1974 à Copenhague, au Danemark, est un skateboarder professionnel. Il vit aujourd'hui à Costa Mesa, en Californie.
Il commença le skate à l'âge de onze ans. Au début des années 1990, Glifberg devint un skateur de rampe professionnel et traversa l'Atlantique pour venir aux États-Unis. Il signa avec Flip Skateboards, la compagnie pour laquelle il ride toujours, et fit immédiatement parler de lui en essayant des cascades folles dans des piscines et sur des half-pipes.

## Résultats
- 1er en 2007 au Quiksilver Bowlriders (bowl).
- 1er  en 2003 à l'European Open (rampe).
- 1er  en 2003 au Scandinavian Open (rampe).
- 2e en 2003 aux X Games (doubles rampe).
- 3e en 2003 aux X Games (rampe).
- 1er  en 2002 au Scandinavian Open (rampe).
- 3e en 2002 aux X Games (doubles rampe, avec Mike Crum)
- 1er  en 1998 au Slam City Jam (rampe).
- 1er  en 1996 au Slam City Jam (rampe).